# Oscar Alemán
Oscar Marcelo Alemán (Resistencia, 1909. február 20. – Buenos Aires, 1980. október 14.) argentin dzsesszgitáros, énekes, táncos, előadóművész. Afro-argentin családból származott.

## Pályafutása
Észak-Argentínában, Chaco Province-ban született. Hatévesen a családi együttesben, a Moreria Szextettben énekelt és táncolt, valamint cavaquinhón, brazil ukulelén játszott, mielőtt elkezdte volna a gitározást. Tízéves korában, miután anyja meghalt, apja pedig öngyilkosságot követett el, árván maradt, és néha táncosként vagy zenészként kereste a kenyerét Santos utcáin.
Alemán kétféle gitáron játszott – többnyire a D-lyukú mánus gitáron (amilyet Django Reinhardt is használt), és egy National Style 1 tricone rezonátoros gitáron.
1924-ben Alemán találkozott Gaston Bueno Lobo brazil gitárossal, majd elkezdtek együtt dolgozni. A duó Los Lobos néven lépett föl, és a neves argentin Victor-díjra is jelölték. Alkalmilag Eleven Verdure hegedűst is meghívták, ekkor Trio Victor néven léptek föl.
Az 1930-as években, mikor Eddie Langen és Joe Venutin keresztül felfedezte az amerikai dzsessz világát, Párizsba költözött, ahol Josephine Baker azonnal szerződtette zenekarvezetőnek. Együttese, a Baker Boys Café de Parisban játszott. Ez remek lehetőséget nyújtott neki, hogy rendszeresen együtt muzsikáljon amerikai jazz-zenészekkel, akik Josephine-re voltak kíváncsiak.
Alemán később megalakította saját, kilenctagú zenekarát, s minden este a Le Chantillyban, nem messze attól a helytől, ahol Django Reinhardt és az olasz származású hegedűs, Stéphane Grappelli játszott, híres Quintette du Hot Club de France együttesükkel. Bár a két gitárzseni sosem készített közös felvételt, közeli barátokká váltak.
1939-ben Leonard Feather jazz kritikus Párizsba látogatott. Visszatérve Amerikába új „felfedezése” kapcsán állította: „Alemánba több swing szorult, mint akármely másik gitárosba a kontinensen.”
Az 1940-es években Alemán Buenos Airesbe költözött és folytatta a fellépéseket swing-kvintettjével, és kilenctagú zenekarával is.
1972-ben, 63 évesen Alemán új albumot készített, amit a kritikusok lelkendezve fogadtak, így sikerült beindítania újra a karrierjét: régi lemezei újbóli kiadásával, koncertekkel és televíziós szereplésekkel. Folytatta a tanítást és a fellépéseket Buenos Airesben, egészen 71 éves korában bekövetkezett haláláig.